# Хармодије и Аристогитон
Хармодије (грч. Ἁρμόδιος – око 530-514 п.н.е) и Аристогитон (грч. Ἀριστογείτων – око 550-514 п.н.е), познати су и као „тираноубице” (грч. Τυραννόκτονοι) или „ослободиоци” (грч. ελεύθεροι), били су хероји атинске демократије. Они су покушали да убију тиране Хипарха и Хипију, синове Пизистрата. 
Године 514. п. н. е. убили су Хипарха у време свечаности Панатенеје. По неким сведочанствима, повод је био тај што се Хипарх умешао у њихову хомосексуалну везу. Хармодија су на лицу места убили копљаници из Хипархове гарде. Аристоген је умро касније током мучења. Овај атентат се сматра чином рођења атинске демократије. Они су планирали да убију и тиранина Атине, Хипију, али нису у томе успели. 
Главни историјски извори о Хармодију и Аристогитону су историјска дела Тукидида и аристотелове школе. 
На Атинској Агори била је подигнута група скулптура која је представљала Аристогитона и Хармодија. Њу је израдио скулптор Антенор. Статуа која је сачувана до данас је њена римска копија. 